# Maxime Le Marchand
Maxime Le Merchand (ur. 10 listopada 1989 w Saint-Malo) – francuski piłkarz występujący na pozycji obrońcy we francuskim klubie RC Strasbourg. Wychowanek Saint-Malo. W trakcie swojej kariery grał także w takich zespołach, jak Rennes, Le Havre, Nice, Fulham oraz Royal Antwerp.